# Developmental Cell
Developmental Cell è una rivista scientifica sottoposta a revisione paritaria, che si occupa di biologia cellulare e dello sviluppo. Fondata nel 2001, la rivista è diretta da Julie Sollier ed è pubblicata dalla Cell Press, un marchio editoriale della Elsevier. I suoi articoli diventano liberamente accessibili dopo una finestra editoriale di un anno.
Secondo il 'Journal Citation Reports, nel 2012 il fattore di impatto di questa rivista era di 12,861 Al 2024, il fattore di impatto è pari a 10.7 e la rivista si è posizionata nel primo quartile delle categorie "Biologia cellulare" e "Bilogia dello sviluppo".